# 四国ガス産業
四国ガス産業株式会社（しこくがすさんぎょう）は、愛媛県今治市に本社を置く四国ガスの子会社。都市ガス等の設備工事の設計施工を手がける他、不動産事業やプロパンガス販売事業などを行っている。2012年には愛媛県伊予郡松前町で松前太陽光発電所の稼動を開始し電気供給事業に参入した。

## 事業所
- 本社 - 愛媛県今治市南大門町2丁目2番地4
- 今治営業所 - 愛媛県今治市共栄町5丁目1番3号
- 松山営業所 - 愛媛県松山市大可賀2丁目2-10
- 高知営業所 - 高知県高知市丸池町6番1号
- 徳島営業所 - 徳島県徳島市北出来島町1丁目30-1
- 高松営業所 - 香川県高松市松福町一丁目3番8号
- 中讃営業所 - 香川県坂出市江尻町1580番地
- 宇和島出張所 - 愛媛県宇和島市明倫町1丁目1番16号

## 沿革
- 1966年 - 「四国ガス工事株式会社」設立。
- 1973年 - 一般建設業（管工事業）の大臣許可を受ける。
- 1986年 - 「四国ガス産業株式会社」に社名変更。生活関連商品販売、ビル・マンション賃貸事業などに進出。
- 1992年 - 四国ガス第1ビル竣工。
- 1993年 - 安城寺マンション竣工。
- 1996年 - 土木建築工事･関連資材等販売の事業に進出。
- 1999年 - ガス設備保安検査事業に進出。
- 2003年 - ガス空調設備メンテナンス事業に進出。四国ガス産業第1駐車場竣工。
- 2005年 - プロパンガス販売事業に進出。四国ガス第2ビル竣工。四国ガス産業第2駐車場竣工。コンビニ事業展開。
- 2009年　- 一般建設業（土木工事業、とび・土木工事業）の大臣許可を受ける。
- 2011年 - 四国ガス第3ビル竣工。
- 2012年 - 一般建設業（電気工事、ほ装工事業）の大臣許可を受ける。愛媛県伊予郡松前町で松前太陽光発電所（四国ガス松前工場跡地）の稼動開始[2]。
- 2013年 - 愛媛県今治市で今治太陽光発電所の稼動開始[3]。坂出太陽光発電所の稼動開始。
- 2014年 - 多度津太陽光発電所の稼動開始。
- 2015年 - 郷新屋敷太陽光発電所の稼動開始。一般建設業（水道施設工事業）の大臣許可を受ける。
- 2016年 - 坂出貸店舗建設。
- 2017年 - 賃貸不動産を取得。高松貸店舗建設。
- 2019年 - 特定建設業（土木工事業、管工事業）の大臣許可取得。高松の賃貸不動産（1室）取得。松山の賃貸不動産を取得。